# Cuerres
Cuerres es un lugar del concejo asturiano de Ribadesella (España), en la parroquia de Collera. Está situada a una altitud entre 50 y 80 metros sobre el nivel del mar. En la actualidad cuenta con una población aproximada de 126 personas y 125 viviendas (2023)..
Situada entre el mar y la montaña, a los pies de la Sierra de Escapa y  domina el Picu Mediodia. Por el pueblo discurre el río Aguadamía, Guadamía o Mia, que desemboca en la playa del mismo nombre y separa el concejo con nuestro vecino Llanes.
Cuenta con una iglesia bajo la advocación de San Mamés y otra capilla (en ruinas) en el barrio de Santana.Hay imágenes de San Antón y de Nuestra Señora del Rosario. Las fiestas patronales se celebran los días 7,9 y 10 de Agosto. Es famosa la feria y fiesta del queso Cabrales, una merienda-cena que se celebra el  9 de Agosto.

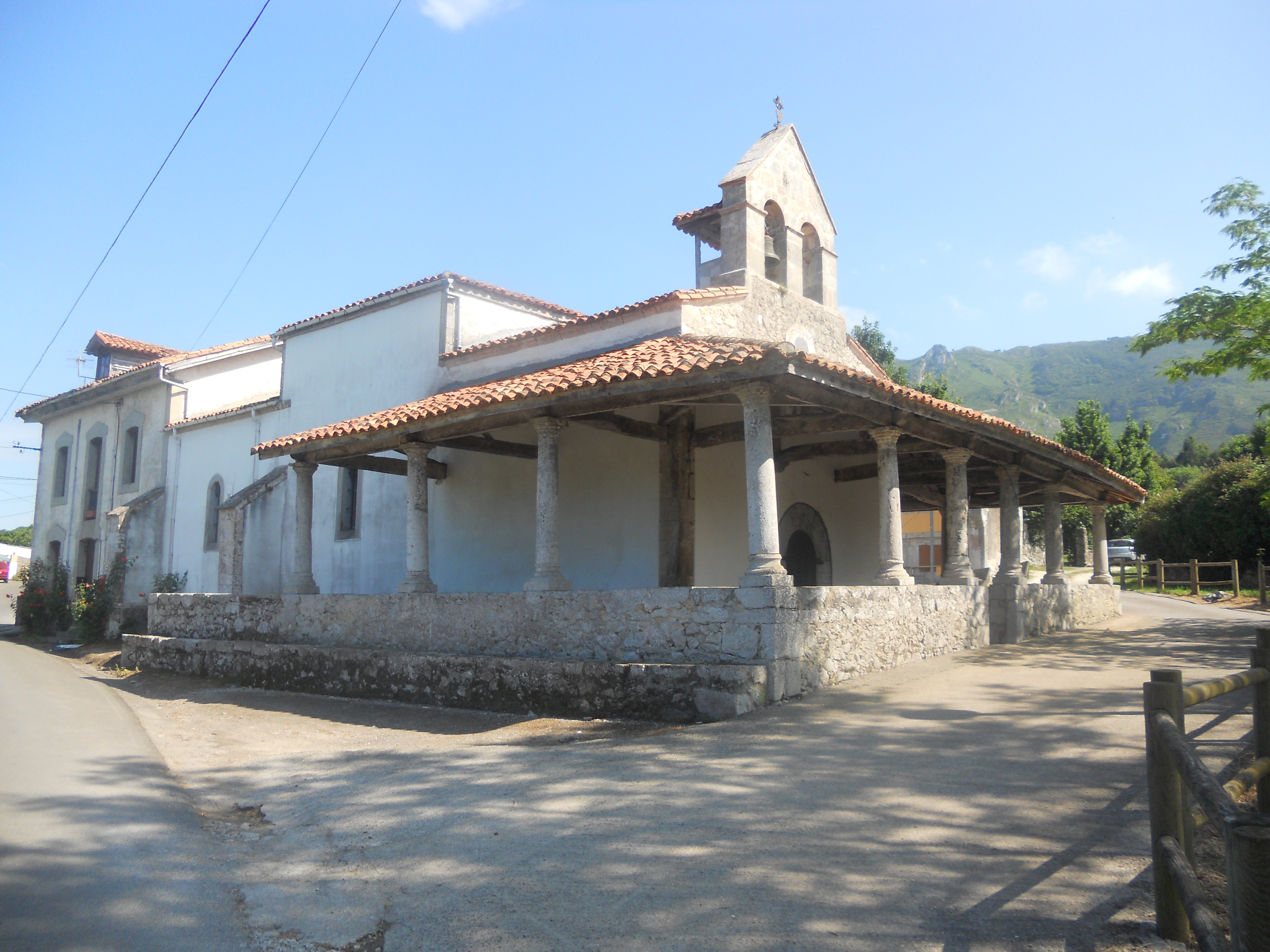
Iglesia de San Mamés del.

- Datos: Q47154184